# Microsoft Pascal
Microsoft Pascal fue una puesta en práctica del lenguaje de programación de Pascal, desarrollado por Microsoft Corporation para compilar programas sobre su sistema operativo de MS-DOS y, en versiones posteriores, sobre OS/2 (como muchos otros instrumentos del programa de Microsoft), aunque estos eran solo capaces de generar programas 16 bit.
La versión 3.2 de Microsoft Pascal fue liberada en 1986. La última versión de Microsoft Pascal en ser liberada fue la versión 4.0 en 1988, cuando Microsoft Pascal fue reemplazado por (el algo efímero) Microsoft QuickPascal, un instrumento de desarrollo más barato que Microsoft produjo para competir con el Turbo Pascal de Borland. Microsoft Pascal fue puesto a la venta a un precio de 400 dólares, mientras que QuickPascal se vendía a un precio entre 25 dólares y 50 dólares, siendo las diferencias entre los dos similares a aquellos entre el Sistema de Desarrollo de Profesional de lenguaje BASIC de Microsoft y Microsoft QuickBASIC.
A favor de la ISO, QuickPascal persiguió la compatibilidad última con el programa Turbo Pascal. Esta compatibilidad incluía no solo compatibilidad de nivel fuente, sino compatibilidad binaria bastante completa con bibliotecas de unidad extensamente disponibles para el compilador de Microsoft Pascal. Para alcanzar este nivel de compatibilidad, QuickPascal tuvo que alejarse del formato de archivo común (OBJ) y de un conjunto de instrumentos (LINK, LIB) compartidos por otros compiladores de Microsoft hasta la fecha.